# Wilhelm den yngre av Braunschweig-Lüneburg
Wilhelm, född 4 juli 1535, död 20 augusti 1592, var hertig av Braunschweig-Lüneburg från 1569.
Han var son till Ernst Bekännaren av Braunschweig-Lüneburg och Sophia av Mecklenburg-Schwerin.

## Familj
Wilhelm var gift med Dorothea av Danmark.

### Barn
1. Sofia av Braunschweig-Lüneburg född 1563, död 1639
2. Ernst av Braunschweig-Lüneburg född 1564, död 1611.
3. Elisabet av Braunschweig-Lüneburg född 1565, död 1625
4. Christian av Braunschweig-Lüneburg, biskop av Minden född 1566, död 1633
5. August av Braunschweig-Lüneburg, biskop av Ratzeburg född 1568, död 1635
6. Dorothea av Braunschweig-Lüneburg född 1570, död 1649.
7. Fredrik av Braunschweig-Lünburg född 1574, död 1648.
8. Magnus av Braunschweig-Lüneburg född 1577, död 1632
9. Georg av Braunschweig-Lüneburg född 1583, död 1641.